# Edgar Jaffé
Pour les articles homonymes, voir Jaffé.
Edgar Jaffé (né le 14 mai 1866 et mort le 29 mai 1921) est un économiste et homme politique allemand.

## Biographie
Edgar Jaffé est issu d'une famille juive de Hambourg (Das englische Bankwesen). Acteur important dans le développement de la sociologie en Allemagne, il acheta le célèbre journal Archiv für Sozialwissenschaft und Sozialpolitik, dont il fut l'un des éditeurs avec Max Weber et Werner Sombart. À partir de 1901, il enseigna à Munich, à la Technische Hochschule. En 1902, Edgar Jaffé épousa l'économiste Else von Richthofen, sœur de Frieda von Richthofen, avec qui il eut deux enfants, Marianne (née en 1905) et Hans (né en 1909). Il devint ministre des Finances de la République populaire de Bavière en 1918, après le renversement de la dynastie des Wittelsbach par Kurt Eisner. 

## Ouvrages
- Die westdeutsche Konfektionsindustrie mit besonderer Berücksichtigung der Heimarbeit, 1899
- Das englische Bankwesen, Leipzig: Verlag von Duncker und Humblot, 1904
- Volkswirtschaft und Krieg, Tübingen : Mohr, 1915
- Kriegskostendeckung und Reichsfinanzreform, Tübingen : Mohr, 1917
- Die Finanz- und Steueraufgaben im neuen Deutschland, Munich : Duncker & Humblot, 1919